# Шум (титул)
Шум (в пер. — Названный, Назначенный) — феодальный титул в императорской Эфиопии.
Титул шум в средневековой Эфиопии означал назначение на одну из высших должностей в государстве — правителя провинции, военачальника и т. п. Некоторые из местных правителей добавляли к титулу шум также название подвластных им территорий — например, Ваг шум, Тембен шум, Агаме шум, Гураге шум.
Первоначально все шум обладали равными правами и полномочиями. Позднее среди них возвышается Ваг шум, правитель региона Ласта вместе с важным округом Ваг. Этому высокому положению шумы Вага были обязаны могущественному народу агау, населявшему этот район и лишь представитель которого мог быть назначен императором здесь шумом. По своей значимости титул шум Вага равнялся титулу рас. Кроме этого, шум Вага имел право назначать трёх деджазмачей.
Также большим влиянием обладали шум Агаме и шум Тембена, равнявшиеся по рангу деджазмачу и которых император назначал только из местностей Агаме и Тембен соответственно.
После свержения монархии в Эфиопии были отменены и титулы, в том числе шум.